# Actual group
Actual group est une entreprise du secteur des agences d’emploi (intérim, recrutement, accompagnement et formation). En 2018, Actual fusionne avec Leader pour créer Actual Leader group. Son siège est situé à Laval (Mayenne).

## Histoire

### Création
En 2001, Actual (anciennement Service Intérimaire Mayennais), société spécialisée dans le travail temporaire, fusionne avec Call Intérim, société d'interim spécialisée dans le détachement des conseillers en relation clientèle, et devient Actual group[réf. nécessaire].
En 2011, Samuel Tual prend la tête de l'entreprise.
En 2018, Actual group fusionné avec Leader, une société de travail temporaire située dans le même secteur géographique. La nouvelle entité Actual Leader group, représente alors 350 agences et 1 650 salariés.
En 2019, Actual Leader group acquiert la société suisse One Placement, le néerlandais FlexFactory et Human Corporation spécialisé dans l’hôtellerie et la restauration.
Début 2020, Actual Leader group prend une part majoritaire au capital du groupe niçois Isa Développement, principalement sous l’enseigne Best Interim.

## Sponsoring
Elle sponsorise le trimaran géant "Actual Leader" (ex-Macif) dans la classe Ultime.
Le groupe sponsorise également l'équipe de football de l'OGC Nice pour la saison 2019-2020.

## Aviation d'affaires: Air Mayenne

Logo de la compagnie Air Mayenne

Le groupe Actual utilise l'aviation d'affaires depuis 2006 pour ses transports professionnels par le biais d'un groupement de chefs d'entreprises.
Le groupe Actuel a acquis un avion Pilatus PC-12 immatriculé OH-ACT, moins gourmand en carburant. De là, la compagnie d'aviation d'affaires Suisse, Fly 7 qui assure l'entretien de cet aéronef, lui a proposé de créer sa propre compagnie aérienne pour proposer son avion aux chefs d'entreprises de la région vers plus de 80 destinations en France et en Europe.
Air Mayenne est officiellement lancée le mardi 29 mars 2022 à l’aéroport de Laval, situé à Entrammes.